# رامونز
رامونز (بالإنكليزية Ramones) فرقة أميركية لموسيقى البانك روك تأسست في فوريست هيل، كوينز، مدينة نيو يورك عام 1974. ويعتبر من الكثيرين كأول فريق بانك روك في العالم. الأعضاء الرئيسيين كانوا المغني Joey Ramone، عازف البايس غيتار Dee Dee Ramone ، عازف الإيتار Johnny Ramone والطبال Tommy Ramone. عام 2011، حصل الفريق على جائزة غرامي لإنجاز العمر.

## الألبومات
- Ramones 1976
- Leave Home 1977
- Rocket to Russia 1977
- Road to Ruin 1978
- End of the Century 1980
- Pleasant Dreams 1981
- Subterranean Jungle 1983
- Too Tough to Die 1984
- Animal Boy 1986
- Halfway to Sanity 1987
- Brain Drain 1989
- Mondo Bizarro 1992
- Acid Eaters 1993
- Adios Amigos 1995

## روابط خارجية
- رامونز على موقع IMDb (الإنجليزية)
- رامونز على موقع الموسوعة البريطانية (الإنجليزية)
- رامونز على موقع ميوزك برينز (الإنجليزية)
- رامونز على موقع رولينغ ستون (الإنجليزية)
- رامونز على موقع أول ميوزيك (الإنجليزية)
- رامونز على موقع ديسكوغز (الإنجليزية)